# Матенадаран
Институт за древне рукописе Месроп Маштоц (јерм. Մեսրոպ Մաշտոցի անվան հին ձեռագրերի ինստիտուտ) или само Матенадаран (јерм. Մատենադարան) је установа која се бави чувањем и проучавањем древних рукописа у главном граду Јерменије — Јеревану. Институт поседује једну од највећих светских збирки древних рукописа и књига из разних области попут историје, историје уметности, филозофије, медицине и књижевности. Поред на јерменском бројни рукописи су и на персијском, грчком, арамејском и другим језицима.
Институт је добио име у част јерменског просветитеља и лингвисте Месропа Маштоца који је у 5. веку створио савремено јерменско писмо.

## Историја
Назив матенадаран први пут се појавио у 5. веку у делима историчара Лазара Парпеција који говори о ризници рукописа на јерменском и грчком језику (или на јерменском Մատենադարան, односно матенадаран) у манастиру у Вагаршапату.
Након пропасти средњовековне јерменске државе 1045. велики део древних рукописа је уништен од стране турских и монголских освајача. Само су Селџуци, према писању историчара Степаноса Орбелијана у граду Багаберду 1170. године спалили преко 10.000 таквих рукописа. У престоници јерменске краљевине Киликије граду Сису (данас турски Козан) такође је постојао велики матенадаран који је 1441. премештен у манастир у близини Вагаршапата. Међутим ечмијадзински матенадаран је пљачкан неколико пута у наредна четири века (последњи пут 1804) а велики број киликијских рукописа је нестао. Матенадаран у Вагаршапату је доживео праву ренесансу након што је источна Јерменије у првој половини 19. века постала део Руског царства. Број рукописа је са свега 1.809 колико их је у матенадарану било 1828. године повећан на 4.660 до 1914. године. Сви рукописи су током Првог светског рата били пребачени у Москву на чување.
Совјетске власти су 17. децембра 1920. национализовале све древне рукописе који су чувани у седишту Јерменске апостолске цркве у Вагаршапату. Цела колекција је на иницијативу високог совјетског функционера јерменског порекла Александра Мјасникова из 1922. враћена у Јереван тек 1939. и похрањена у народној библиотеци која је носила Мјасниково име (преминуо 1925). Списи су чувани у библиотеци све до 1959. године када је врховни совјет Јерменске ССР донео одлуку о градњи посебног музеја (репозиторијума) у ком би се чували ови древни рукописи. Нови музеј је добио име преме творцу јерменског писма Месропу Маштоцу.
Зграда је грађена по пројекту јерменског архитекте Марка Григорјана у периоду између 1954. и 1957. Цела грађевина је изграђена од базалта, док је у градњи ентеријера кориштен мермер. Током 60их година прошлог века лево и десно од улаза су постављене статуе највећих јерменских просветитеља, а међу њима се издваја велика статуа Месропа Маштоца испод самог улаза.
Током прославе педесет година од оснивања Матенадарана 14. маја 2009. положен је камен темељац новог института за прочавање историјских списа непосредно уз већ постојећу грађевину. Зграда института завршена је током 2011.

## Матенадаранска колекција
Матенадаран данас поседује колекцију од преко 17.000 древних рукописа и преко 100.000 различитих списа и докумената из разних области интересовања и различитих историјских периода. Поред већине рукописа писаних на јерменском језику, колекција садржи и преко 2.000 докумената на другим језицима попут руског, арапског, хебрејског, персијског и јапанског. Унеско је 1997. целу колекцију ставио на посебну листу светског културног наслеђа и заједно са институтом учествује у дигитализацији целе збирке зарад ефикасније заштите.
Неки од најважнијих рукописа који се овде чувају су Ечмијадзинско Јеванђеље из 989. године на 232 листа и Мугнијско Јеванђеље из 1060. на 301 листу.

## Галерија
- Ечмијадзинско јеванђеље